# D51 (hunebed)
Hunebed D51 ligt evenals hunebed D50 aan de Hunebedweg, ten noordwesten van Noord-Sleen in de Nederlandse provincie Drenthe. De Hunebedweg is na de aanleg van de N381 een doodlopende weg geworden.

## Bouw
Het hunebed wordt toegeschreven aan de trechterbekercultuur.
D51 ligt iets zuidelijker dan D50. Het hunebed is zwaar beschadigd en is, met nog slechts drie van de zeven dekstenen, beduidend kleiner dan zijn overbuurman aan de overzijde van de weg. De dekstenen zijn beschadigd. Er zijn nog veertien draagstenen en drie poortstenen.
Het hunebed is 12,3 lang en 3,5 meter breed.

## Geschiedenis
Het hunebed staat op de Hottingerkaart (1788-1792).
In de 19e eeuw kocht de Staat der Nederlanden dit hunebed van de markegenoten van Noord-Sleen.
Van Giffen beschrijft het hunebed: "Het hunebed verkeert in zeer gehavenden staat".
Hij trof nog fragmenten van deze dekstenen aan. Er zijn nog drie poortstenen aanwezig.
Het hunebed werd gerestaureerd in 1961.